# Yevhen Yudenkov
Yevhen Yudenkov (né le 10 avril 1993 à Donetsk) est un gymnaste ukrainien.

## Carrière
Yevhen Yudenkov est médaillé d'argent par équipes à l'Universiade d'été de 2017 à Taipei. Il est médaillé d'or au concours par équipes aux Championnats d'Europe de gymnastique artistique masculine 2020 à Mersin.